# Juan Atala González
Juan Elías Atala González (Rancagua, 20 de julio de 1911-Santiago, 3 de diciembre de 1972) fue un comerciante y político chileno de ascendencia siria, miembro del Partido Radical (PR). Se desempeñó como ministro del Trabajo durante el gobierno del presidente radical Gabriel González Videla entre julio y noviembre de 1952. Posteriormente, ejerció como diputado de la República en representación de la 9ª Agrupación Departamental, durante el periodo legislativo entre 1965 y 1969.

## Familia y estudios
Nació en la comuna chilena de Rancagua el 20 de julio de 1911, hijo del descendiente sirio Salomón Atala y de la chilena Elena González. Realizó sus estudios primarios y secundarios en el Instituto O'Higgins de Rancagua. Continuó los superiores en la Escuela de Medicina de la Universidad de Chile.
Se casó en Rancagua el 16 de octubre de 1943 con Alicia Josefina Ruiz Aliaga, con quien tuvo tres hijos: Ana María, Juan Carlos y Juan René.

## Carrera laboral
En el ámbito laboral, actuó como secretario general de los Servicios Coordinados de Salubridad de la provincia de O'Higgins entre 1936 y 1938. A partir de ese último año, llevó la contabilidad de costos de la Braden Copper Company en Rancagua, hasta 1946, fecha en que ingresó a la Compañía de Industrias Chilenas (CIC), donde organizó la Oficina de Bienestar, de la cual fue jefe desde su fundación. En esa compañía, fue además director de su sindicato.
Por otra parte, fue presidente de la Asociación de Básquetbol de Rancagua, director de la Asociación de Fútbol de la misma ciudad y del Club Deportivo Instituto O'Higgins; director y secretario del Rotary Club, por varios periodos; secretario de la Asociación Provincial de Boy-Scouts de O'Higgins; presidente provincial de la Confederación de Empleados Públicos en O'Higgins; y miembro de la Comisión Mixta de Sueldos de Rancagua, en representación de los empleados.
En Santiago, se desempeñó como secretario nacional de la Confederación de Empleados Públicos (Conep); consejero y vicepresidente de la Caja de Previsión de Empleados Públicos y Periodistas; secretario de Relaciones y presidente de la Confederación de Empleados Públicos y Periodistas (CEPCH); y miembro del Registro Nacional de Viajantes.

## Carrera política
Militante del Partido Radical (PR), en el marco del gobierno del presidente y correligionario Gabriel González Videla, el 29 de julio de 1952, fue nombrado como ministro del Trabajo, cargo que ejerció hasta el 3 de noviembre del mismo año, fecha en que finalizó ese mandato.
Una década más tarde, en las elecciones parlamentarias de 1961, fue elegido como diputado por la 9.ª Agrupación Departamental (correspondiente a los departamentos de Rancagua, Cachapoal, Caupolicán, y San Vicente), por el período legislativo 1961-1965. Durante su gestión, integró la Comisión Permanente de Trabajo y Legislación Social, la de Minería e Industrias y la de Policía Interior y Reglamento. Además, fue miembro de la Comisión Especial Central Única de Trabajadores (CUT), en 1961; Especial del Dólar, en 1962; y Especial de la Industria Automotriz de Arica, entre 1963 y 1964. A nivel partidista, fue miembro propietario del Comité Parlamentario Radical, entre 1964 y 1965.
Dentro de las mociones presentadas durante su ejercicio parlamentario, junto con otros diputados, y que fueron ley de la República, se destacan la ley n° 15.223, del l3 de agosto de 1963, la exención de contribuciones de bienes raíces para la Municipalidad de Rengo, de un inmueble ubicado en la Plaza de Armas de dicha ciudad; y la ley n° 16.508, del 20 de julio de 1966, y la autorización de una sociedad para la construcción de hotel de turismo y casa consistorial para la Municipalidad de Rancagua.
Falleció en la comuna de Santiago el 3 de diciembre de 1972, a los 61 años, y sus restos mortales fueron llevados a su lugar natal, Rancagua, donde descansan.